# Zoo de Pont-Scorff
Zoo de Pont-Scorff was een dierentuin gelegen in het Franse dorp Pont-Scorff.

## Geschiedenis
Zoo de Pont-Scorff werd in 1973 opgericht door Pierre en Maguy Thomas. Vanaf 1973 tot begin jaren 1980 was de dierentuin vooral bescheiden en reisden de eigenaren door de regio langs scholen met een aantal dieren om meer geld binnen te halen en kinderen les te geven over dierenwelzijn en natuur. Vanaf 1985 breidde het park uit. In de nacht van 15 en 16 oktober 1987 werd het park echter getroffen door een orkaan. Deze vernielde ongeveer driekwart van het park en zes dieren wisten te ontsnappen. Een sneeuwluipaard werd daarbij pas na 2 weken teruggevonden. Na hulp van inwoners uit de regio, die niet wilden dat hun dierentuin ging verdwijnen, kon het park snel weer hersteld worden. In 1988 heropende het vernieuwde park weer de deuren en bezoekersaantal steeg dat jaar met 60%
In 1990 verdubbelde de dierentuin zijn oppervlak en werden er onder andere zebra's, strusvogels, giraffen, neushoorns en zeeleeuwen aan de collectie toegevoegd. In de jaren daarna ontwikkelde de dierentuin zich van jaar tot jaar en ging steeds meer meewerken met EEP-fokprogramma's. Ook werden er steeds meer dieren toegevoegd aan de collectie, waaronder Aziatische olifanten in 1998.
In 2010 werd het park overgenomen door de kinderen van de oprichters en in 2017 werd het park verkocht aan Sauveur Ferrara, die al eigenaar was van Zoo Parc des félins, les 3 Vallées.
Het park was al jaren in financiële moeilijkheden toe het in 2019 werd verkocht aan Rewild, een coalitie van zeven verenigingen waaronder Sea Shepherd. Deze groep wilde de dieren uit de dierentuinen vrijlaten in het wild en van de dierentuin een revalidatiecentrum maken voor verwaarloosde dieren en dieren die in beslag zijn genomen tijdens illegale handel. Er werd een crowdfundingsactie opgezet om voor eind mei 2020 het aankoopbedrag bij elkaar te kunnen halen van 600.000 euro. Deze plannen van Rewild werden door onder andere EAZA in twijfel getrokken en trok de lidmaatschap van Zoo de Pont-Scorf in. Minder dan twee weken na de overname van het park kwam het park al in controverse. Een 28-jarige zwarte neushoorn kwam te overlijden en Rewild omschreef de oorzaak als gevolg van het leven gevangenschap. Ze omschreven het dat de neushoorn zijn hele leven heeft doorgebracht in een klimaat die niet geschikt is voor zijn behoeften met eten die niet geschikt is voor neushoorns. De dood van deze neushoorn werd hierbij verder gebruikt voor de propaganda van Rewild die betreurd werd door verschillende andere instanties. In de loop van 2020 werd in totaal 700.000 euro opgehaald waarmee Rewild 70% van het park in handen kreeg. Na verschillende meningsverschillen trokken Wildlife Angels en Centre Athénas zich terug uit Rewild.
In het voorjaar van 2021 werd de dierentuin failliet verklaard. Een van de oorzaken hiervoor was de coronacrisis, waardoor in 2020 minder bezoekers kwamen en hierdoor ook minder inkomsten. De directeur van Zoo de Pont-Scorff, Jérôme Pensu, dacht hierbij dat Sea Shepherd bewust heeft aangestuurd op een faillissement, om zo onder de schuldenlast van 1,4 miljoen euro uit te willen komen. Tot eind april 2021 konden potentiële kopers een bod uitbrengen voor overname. Een van de potentiële kopers was Sea Shepherd, welke bang was dat de dierentuin weer een gewone dierentuin zou worden na de verkoop. De andere potentiële verkopers waren een vereniging van parkmedewerkers, een ondernemer uit Costa Rica en de Nederlandse onderneming Libéma.